# Bai Langning
Bai Langning (白浪宁S, Báilàng níngP; Songyuan, 17 aprile 2002) è un giocatore di snooker cinese.

## Carriera
Bai Langning debutta a soli 12 anni nel Main Tour, disputando un match di pre-qualifica al secondo evento dell'Asian Tour 2014, perso 4-0 contro He Guoqiang.
Nella stagione 2018-2019, viene invitato alle qualificazioni per i tornei cinesi valevoli per il Ranking, non riuscendo mai a vincere, ma conquistando sempre almeno un frame. Nella stessa annata, Bai si fa notare negli eventi nazionali, che gli consentono di raggiungere il secondo posto nel CBSA China Tour e di guadagnare una carta da due stagioni nel Main Tour.
Esordisce eliminando l'ex numero 2 del mondo Jimmy White, al primo turno dell'English Open, prima di essere a sua volta sconfitto da Kyren Wilson.

## Ranking
| Stagione  | Ranking iniziale | Ranking finale |
| --------- | ---------------- | -------------- |
| 2019-2020 | Non classificato |                |